# Gelis thomsoni
Gelis thomsoni là một loài tò vò trong họ Ichneumonidae.